# Out el-Kouloub
Out el-Kouloub (* 1892 in Kairo; † 1968 in Graz) war eine ägyptische Schriftstellerin französischer Sprache.

## Leben
Out el-Kouloub gehörte zur ägyptischen Oberschicht, die zum Teil türkischer Herkunft war und die im Laufe ihrer Geschichte viele Sklavinnen aus Europa und dem Kaukasus in sich aufnahm. Die Kultur-Sprache dieser Schicht war um 1900 das Französische. Out el-Kouloub war früh verwitwet und unterhielt in Kairo einen literarischen Salon. Zwischen 1937 und 1961 erschienen fünf Romane von ihr. Ihr Roman Ramsa trägt viele autobiographische Züge. Darin erzählt sie die Geschichte der Emanzipation der Tochter einer aus Serbien verschleppten Sklavin, die einem Ägypter aus der Oberschicht zur Frau gegeben wurde.

## Werke
- Harem (1937)
- Zanouba (1947)
- Le Conffret Hindou (1951)
- La Nuit de la Destinee (1954)
- Hefnaoui Le Magnifigue (1961)
- Ramsa - Tochter des Harems
- Saidas Klage (1996)